# Pierre-Georges Latécoère
Pierre-Georges Latécoère (25. srpna 1883 Bagnères-de-Bigorre – 10. srpna 1943 Paříž) byl francouzský podnikatel a průkopník letectví.

## Život
Latécoère se narodil jako syn majitele pily. V roce 1903 začal studovat na École Centrale des Arts et Manufactures. Poté převzal vedení podniku svého otce. Společnost zmodernizoval a specializoval se na výrobu železničních vozů. Během první světové války byl povolán k dělostřelectvu, kvůli své slabozrakosti však byl brzy demobilizován.
Státní zakázky během války přinesly společnosti velké zisky, které umožnily Latécoèrovi v roce 1917 založení dvou továren na předměstí Toulouse Montaudran. V jedné byly vyráběny dělostřelecké granáty, v druhé trupy letadel. Etablovaný výrobce letadel Salmson přenechal firmě zhotovení 600 dvouplošníků Salmson 2 pro válečné účely. Touto produkcí byl položen základ dodnes existující Groupe Latécoère a také leteckého průmyslu v dnešním Toulouse.
V roce 1918 založil nadšenec do letectví Latécoère společnost Société des lignes Latécoère (Compagnie Générale d'Entreprises Aéronautiques) která provozovala pravidelné letecké linky, které dopravovaly poštovní zásilky. Nejprve z Toulouse do Barcelony, poté i Maroka (Casablanca), Senegalu (Dakar) a později až do Jižní Ameriky (Rio de Janeiro, Paraguay a Santiago). Jedněmi z prvních zaměstnanců společnosti byli i Antoine de Saint-Exupéry, Jean Mermoz a Henri Guillaumet.
Pierre-Georges Latécoère také začal vyrábět vlastní letadla, mezi jinými hydroplány jako například Latécoère 631.